# Pietra di Soleto

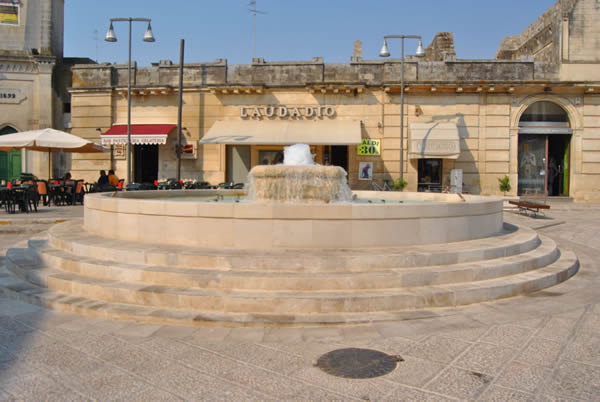
Particolare della fontana di Piazza Assunta,Martano (Le) pavimentazione e rivestimento interno ed esterno in pietra di Soleto

La pietra di Soleto è una pietra calcarea dura, estratta nella regione Puglia, Italia, da cave storiche risalenti ai primi del 900, e costituisce una delle attività principali di Soleto (Lecce),  piccolo paesino nel cuore del Salento. Già il nome Soleto indica la sua antica vocazione alla lavorazione della pietra, infatti il nome Soleto deriverebbe secondo l’accezione comune da syllithos, in greco, luogo pavimentato. Esempi di pavimentazioni realizzate nella suddetta pietra sono rinvenibili nella maggior parte dei centri storici della provincia di Lecce e nell’area Salentina.
(Luigi Corvaglia, da FinibusTerrae)

## Morfologia
I materiali estratti appartengono alla formazione delle cosiddette “Dolomie di Galatina” del Cretaceo, era mesozoica.  La formazione consiste di calcari dolomitici, cioè costituiti da un Carbonato doppio di Calcio (CaCO3 ) e Magnesio (Mg) con piccole quantità di Al2O3, Fe2O3, Na2O, SO3, P2O5 ed SiO2. La roccia è di colore grigio-nocciola a fratturazione irregolare e si presenta dura e compatta ad aspetto microcristallino e/o vacuolare (relativo a vacuoli, cavità presenti in parte della roccia, cui conferiscono tale specifica tessitura). A prima vista si presenta all’occhio inesperto come un insieme di massi stratificati uniti da elementi terrosi.
La successione rappresenta il prodotto della sedimentazione in una piattaforma carbonica interna: gli affioramenti che riflettono un’esposizione prolungata all’aggressione idrologica e meteorologica risultano affetti da un carsismo relativamente evoluto. La formazione è ben stratificata in spessori variabile tra 0,5 e 2 m, sono sempre abbastanza tenaci e resistenti, pur mostrandosi nel complesso variamente fessurati e localmente carsificati.
L’origine dei sistemi di fratture, su cui spesso si sono impostati i reticoli di condotti carsici, va ricercata nei numerosi cicli di sollecitazione deformante e tensioni subiti da tali rocce nel corso di circa 70 milioni di anni.

## Materia prima e processo produttivo

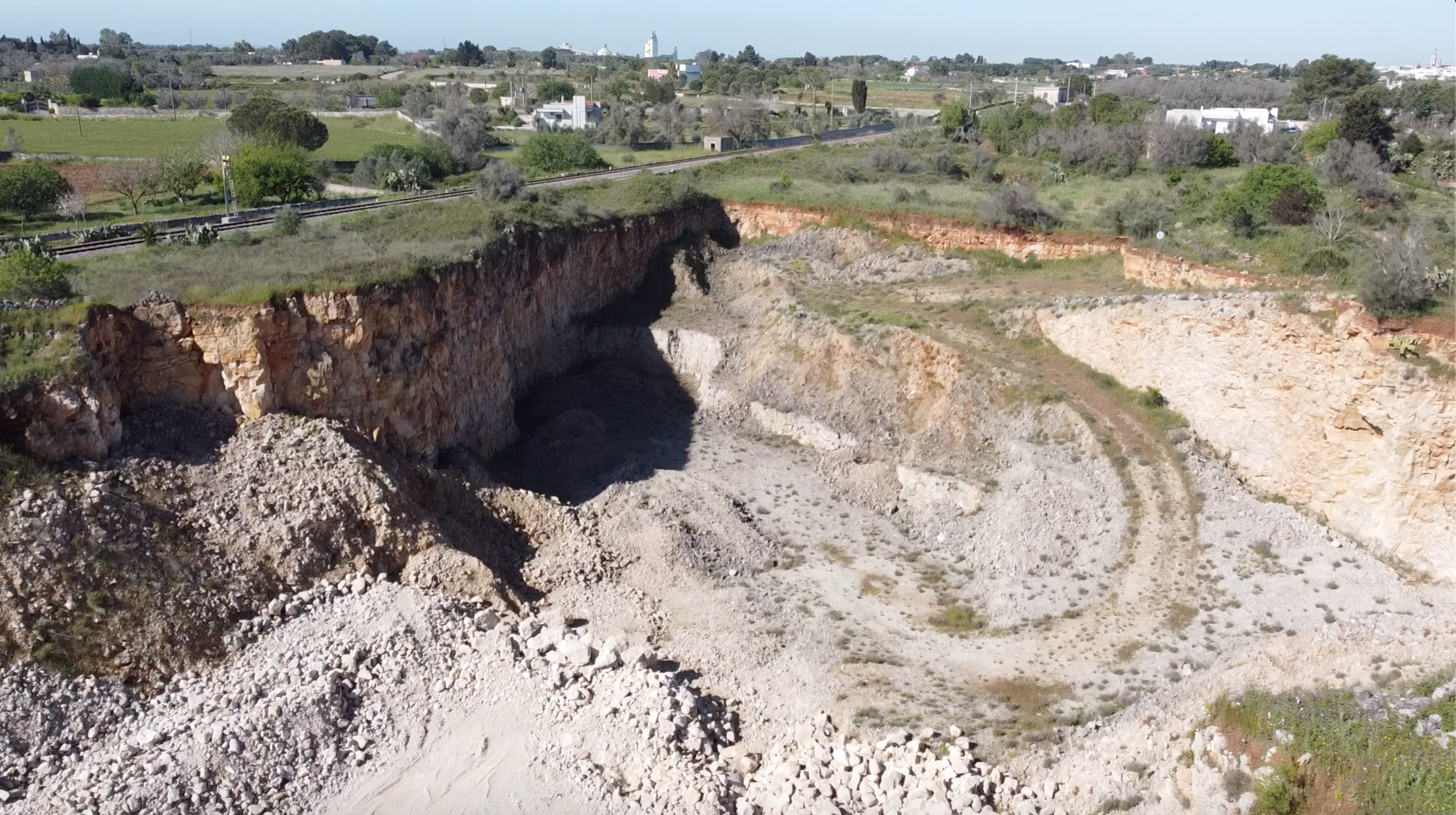
Vista aerea, cava di Pietra di Soleto

L’originaria attività estrattiva veniva svolta prevalentemente ad opera del uomo con l’utilizzo di pochissimi mezzi meccanici. Infatti, lo sbancamento avveniva prevalentemente ad opera dei cosiddetti cavamonti, il cui ruolo consisteva nel liberare il masso di roccia dal contesto in cui era inserito per poterlo poi lavorare a mano. A partire dagli anni 50, L’estrazione della pietra di Soleto avviene con l’ausilio di macchine meccaniche (escavatori) in cave a cielo aperto. Successivamente la meccanizzazione non solo riguarda la fase estrattiva ma anche la successiva lavorazione, mediante l’introduzione di macchine dedicate e a controllo numerico.
Nel corso del tempo lo sfruttamento dei siti estrattivi sempre più intenso, sia per l’apporto tecnologico, sia per un incremento della domanda, ha portato ad una lenta ma graduale riduzione delle possibilità estrattive. Questo perché l’incremento tecnico produttivo non corrisponde ad un incremento dei siti estrattivi, in quanto la pietra di Soleto è delimitata in un'area ristretta che poco consente di adeguare la quantità di materiale estratto all’incremento della domanda, portando così ad un intensificarsi della produzione esistente ma anche ad un rapido esaurimento delle cave esistenti, non essendo rinvenibili facilmente nuovi siti estrattivi.
Quindi il suo nucleo economico produttivo presenta una certa criticità dovuta proprio alla scarsità della materia prima.
Da quanto detto si può evincere facilmente perché allo stato attuale vi sia, a partire dal 2010, una sola cava superstite.  Va da sé che l’unicità della pietra di Soleto derivi non solo dalle sue caratteristiche intrinseche, (colore grana tessitura, compattezza, resistenza) ma anche dalla relativa scarsità della materia prima, difficilmente rinvenibile ed estraibile.

## Utilizzi

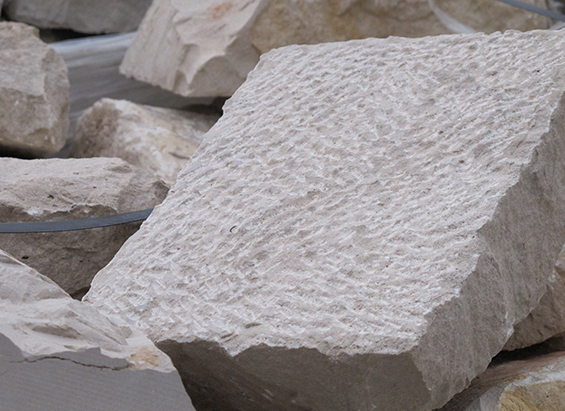
Basolo lavorato a mano in Pietra di Soleto

La Pietra calcarea di Soleto, succedanea al marmo e al granito, si contraddistingue da altri materiali lapidei duri della Puglia per la sua variabilità morfologica che rende ogni pezzo unico: sfumature di colori diversi, venature e mineralizzazioni spezzano la monotonia del manufatto, sia che si tratti di piccoli elementi che di grandi superfici. Questo materiale si presta in particolare modo alla ristrutturazione di masserie ed edifici storici o alla costruzione di manufatti in stile tradizionale. La pavimentazione più caratteristica è il basolato, adottato da secoli per pavimentare i magnifici centri storici del Salento.
Grazie alle sue caratteristiche di lavorabilità, si presta a molteplici utilizzi: dall’arredo urbano all’architettura d’interni ed esterni, dai manufatti artigianali alle opere di restauro urbanistiche e architettoniche. L’utilizzo di tecniche di lavorazione computerizzate, a controllo numerico, permette di ottenere lavandini, piatti doccia ed altri elementi d’arredo.
La sua elevata impermeabilità e particolare resistenza al cloro e ai diversi agenti atmosferici, la rendono adatta per rivestimenti, per bordi e calpestii di piscine e fontane.